# Landless People’s Movement (Namibia)
Das Landless People’s Movement (LPM) ist eine politische Partei in Namibia. Sie wurde als Initiative bereits 2016 gegründet, nachdem ihr heutiger Vorsitzender Bernadus Swartbooi als Vizeminister für Landreform von Staatspräsident Hage Geingob aufgrund unüberbrückbarer Differenzen entlassen worden war. 2018 wurde der Antrag auf Registrierung als Partei durch die Namibische Wahlkommission bekanntgegeben und 2019 vollzogen.
Neben Swartbooi als Parteivorsitzender dient auch Aina Hanganeni Kodi als Schatzmeisterin. Der Schwerpunkt der politischen Arbeit liegt auf der Landreform und vor allem der Rückgabe von historischem Siedlungsland an die jeweiligen Bevölkerungsgruppen.
Anfang Juni 2024 traten überraschend der Vizevorsitzende und Abgeordnete Henny Seibeb sowie der Abgeordnete und Parteisekretär  Edson Isaacks von ihren Mandaten zurück und verließen die Partei.

## Wahlergebnisse
Die Partei nahm an der Parlamentswahl 2019 teil. Schon im Vorfeld wurde ihr laut Analysten eine gute Chance eingeräumt, eine signifikante Anzahl an Stimmen zu gewinnen.
Bei den Kommunal- und Regionalratswahlen Ende 2020 errang das LPM ein sehr gutes Ergebnis und übernahm die Macht in die Regionen Hardap und ǁKharasKlicklaut.

### Nationalversammlung
| Parlamentswahl | Stimmenanteile | Sitze |
| -------------- | -------------- | ----- |
| 2024           | 5,21 %         | 5/96  |
| 2019           | 4,75 %         | 4/96  |

### Präsident
| Präsidentschaftswahl | Kandidat           | Stimmen | Stimmenanteil |
| -------------------- | ------------------ | ------- | ------------- |
| 2024                 | Bernadus Swartbooi | 51.160  | 4,59 %        |
| 2019                 | Bernadus Swartbooi | 22.542  | 2,7 %         |

### Regionen
| Regionalratswahl | Sitze  | Regionen |
| ---------------- | ------ | -------- |
| 2020             | 11/121 | 2/14     |

### Kommunen
| Kommunalwahl | Sitze  |
| ------------ | ------ |
| 2020         | 52/345 |